# Darwin-Tag
Der Darwin-Tag (englisch Darwin Day) ist ein weltweiter Gedenktag, der jährlich am 12. Februar, dem Geburtstag Charles Darwins, begangen wird.

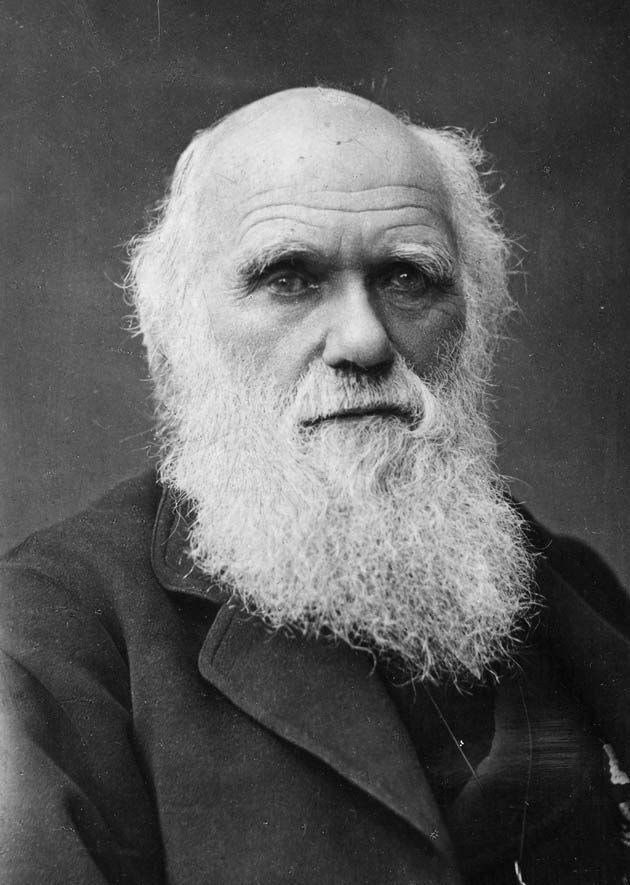
Charles Darwin

Der Darwin-Tag versteht sich als Hommage an Darwins Beitrag zur Wissenschaft. Er soll in der Öffentlichkeit für die Naturwissenschaften werben (promote public education about science).
Der erste Darwin-Tag wurde am 22. April 1995 an der Universität Stanford begangen, als Donald Johanson, der Entdecker von Lucy, einen Vortrag über Darwin und den Ursprung des Menschen hielt. In den Folgejahren wurde die Veranstaltung am oder um den 12. Februar abgehalten, weitere Universitäten folgten mit ähnlichen Veranstaltungen.
Der Darwin Day wird vor allem an Universitäten, Museen sowie von Atheisten (als Gegenbewegung zum Kreationismus) begangen. Die einzelnen Veranstaltungen werden unabhängig organisiert und können auf der Website des International  Darwin Day gelistet werden. 2007 gab es 850 Veranstaltungen zum Darwin-Tag.